# Michaił Szczerbatow
Michaił Michajłowicz Szczerbatow, ros. Михаил Михайлович Щербатов (ur. 22 lipca 1733 w Moskwie, zm. 12 grudnia 1790 w Petersburgu) – rosyjski książę, historyk i pisarz polityczny, wolnomularz
Zajmował się w swych badaniach kwestią despotyzmu, jaki wprowadził do Rosji Piotr Wielki. Zajął w tej sprawie konserwatywne stanowisko i skrytykował przejmowanie zachodnich wzorców, które reformatorski car bardzo podziwiał. Sekret potęgi Rosji widział nie w reformach lecz w tradycji współpracy carów z bojarami.
Do myśli politycznej Szczerbatowa nawiązywali w XIX wieku słowianofile, min. Fiodor Dostojewski.
Szczerbatow był zwolennikiem monarchii feudalnej, podnosił znaczenie arystokracji państwowej w historii Rosji.

## Dzieła
- Istorija Rossijskaja ot driewniejszych wriemien – („Historia rosyjska od czasów najdawniejszych”)  (1770–1790), (dzieje Rosji do 1610 roku).
- Rassużdienije o powrieżdienii nrawow w Rossii – („Dyskusja o zepsuciu obyczajów w Rosji”) (1786–1789)